# Josef Jiránek
Josef Jiránek (Ledec, República Txeca, 24 de gener de 1855 - Praga, 22 de maig de 1940) fou un compositor i pianista txec.
Fou deixeble de Smetana i Friml, després d'haver-se dedicat particularment a l'ensenyança del piano durant molts anys, fou nomenat professor del Conservatori de Praga.
Entre les seves nombroses composicions, figuren:
- una Balada.
- un Scherzo fantàstic, per a orquestra.
- un Quintet, per a piano i instruments d'arc.
- tres peces per a piano i violoncel,
- Dagmar, òpera.

I un gran nombre d'obres pedagògiques de molt valor.